# Sandviken
Pour les articles homonymes, voir Sandviken (homonymie).
Sandviken est une ville de Suède, chef-lieu de la commune de Sandviken dans le comté de Gävleborg. 22 574 personnes y vivent. La ville est située à 25 km à l'ouest de Gävle et à approximativement 190 km au nord de Stockholm.
Elle est le siège de la société Sandvik.
C'est aussi la ville dont est originaire le footballeur Kim Källström évoluant au club de football suisse du Grasshopper Zurich

## Activités culturelles
De nombreuses activités culturelles ont lieu dans la ville.
- Un big band, le Sandviken Big Band (sv)
- Un orchestre symphonique
- Une galerie d'art dans laquelle ont lieu de nombreuses expositions au cours de l'année.
- Un snowpark ouvert durant l'hiver est accessible sur la colline de Kungsberget[2] attire de nombreux visiteurs.
- Deux anciens villages, Gysinge et Högbo Bruk[3], qui ont été reconstruits, se visitent et présentent d'anciennes forges ou encore d'anciennes maisons bourgeoises

## Sports
Une nouvelle enceinte sportive a été créée en 2009 : la Göransson Arena. Le nom provient de la famille Göransson dont la fondation a participé au financement. L'enceinte a ensuite été revendue pour 1 SEK (1 Couronne suédoise valant 0,103690€ ) à la commune.
De nombreux clubs de football existent dans la ville :
- Sandvikens IF qui évolue en 2e division
- Norra Svealand et Sandvikens AIK FK qui évoluent en 4e division

L'un des stades de football de la ville a notamment accueilli des matchs lors de la Coupe du Monde FIFA en 1958.